# Valentina Fabbri
Valentina Fabbri (Rimini, 23 settembre 1985) è un'ex cestista italiana.
Alta 201 cm, è stata centro in Serie A1 con Napoli, con cui ha vinto uno scudetto, Como e Priolo.

## Carriera
Dopo aver trascorso il settore giovanile con il Cervia con cui gioca in serie A2 nel campionato 2004-2005, fa il suo esordio in serie A1 nella stagione 2005-2006 con la maglia del Napoli in cui arriva in prestito e dove resta per il campionato 2006-2007. In competizioni per club a livello internazionale, ha partecipato all'EuroLeague Women del 2006 con il Napoli: per lei 2 partite giocate e 4 punti segnati. Il campionato 2007-2008, sempre in A1, lo affronta con Como, in prestito dal Napoli. 2008-2009 scende di categoria giocando in serie A2 con il Pallacanestro CUS Chieti, sempre in prestito dal Napoli. Nel settembre 2009, dopo che il CUS Chieti ne acquisisce il cartellino, si trasferisce sempre in prestito nel massimo campionato polacco, indossando la maglia del Lider Pruszkow. A fine 2009 accetta l'offerta della Mercede Alghero e ritorna così in Italia in serie A2, proveniente in prestito dal Chieti. L'estate 2010, mantiene la categoria, passando ad Alcamo con cui conquista la serie A1. Durante l'estate 2011 si trasferisce a Priolo dove milita nel massimo campionato italiano.
All'inizio del campionato 2013-14, dopo una stagione di inattività, la Fabbri vinse un ricorso contro la società siciliana: non era riuscita a esercitare l'opzione di rescindere il contratto a causa, a detta della commissione giudicante della FIP, di una firma falsa che la legava alla Trogylos per tre anni.  Per questo motivo, il presidente priolese, Nicolò Natoli, fu inibito per due anni e la società penalizzata di un punto. Il ricorso alla corte federale, tuttavia, ribaltò la tesi di Valentina Fabbri, il cui contratto fu giudicato quindi regolare: così le accuse contro Natoli e Priolo decaddero.

### Nazionale
Il 15 maggio del 2005 ha disputato l'All Star Game di serie A2 con la maglia del Cervia. Nel 2005 Valentina Fabbri ha partecipato ai Campionati Europei Under 20 (per lei 6 partite giocate e 3 punti segnati), poco prima di esordire (1º agosto 2005 a Norcia, Italia-Brasile 64-63) con la maglia della Nazionale A, con cui ha disputato il Challenge Round in vista degli Europei.

## Statistiche

### Presenze e punti nei club
Statistiche aggiornate al 17 aprile 2012
| Stagione        | Squadra              | Competizione | Partite | Partite | Partite | Statistiche tiro | Statistiche tiro | Statistiche tiro | Altre statistiche | Altre statistiche | Altre statistiche | Altre statistiche | Altre statistiche |
| Stagione        | Squadra              | Competizione | Pres.   | Titol.  | Minuti  | Tiri da 2        | Tiri da 3        | Liberi           | Rimb.             | Assist            | Rubate            | Stopp.            | Punti             |
| --------------- | -------------------- | ------------ | ------- | ------- | ------- | ---------------- | ---------------- | ---------------- | ----------------- | ----------------- | ----------------- | ----------------- | ----------------- |
| 2004-2005       | Tecno Allarmi Cervia | Serie A2     |         |         |         |                  |                  |                  |                   |                   |                   |                   |                   |
| 2005-2006       | Phard Napoli         | Serie A1     | 17      | 0       | 110     | 12/37            | 0                | 2/8              | 29                | 3                 | 3                 | 2                 | 26                |
| 2006-2007       | Phard Napoli         | Serie A1     | 21      | 1       | 152     | 17/47            | 0                | 5/8              | 44                | 3                 | 6                 | 2                 | 39                |
| 2007-2008       | Pool Comense         | Serie A1     | 22      | 10      | 274     | 29/66            | 0                | 11/16            | 52                | 3                 | 7                 | 11                | 69                |
| 2008-2009       | CUS Chieti           | Serie A2     | 24      | 7       | 402     | 62/151           | 0/1              | 25/45            | 123               | 11                | 25                | 13                | 149               |
| gen. '10-'10    | Mercede Alghero      | Serie A2     | 16      | 7       | 240     | 40/84            | 0/1              | 19/24            | 90                | 6                 | 19                | 0                 | 99                |
| 2010-2011       | Gea Magazzini Alcamo | Serie A2     | 30      | 18      | 500     | 32/64            | 0/1              | 30/47            | 174               | 4                 | 24                | 26                | 158               |
| 2011-2012       | Erg Priolo           | Serie A1     | 27      | 15      | 529     | 75/166           | 0                | 16/33            | 118               | 8                 | 20                | 14                | 166               |
| Totale carriera |                      |              |         |         |         |                  |                  |                  |                   |                   |                   |                   |                   |

### Cronologia presenze e punti in Nazionale
| Cronologia completa delle presenze e dei punti in Nazionale - Italia | Cronologia completa delle presenze e dei punti in Nazionale - Italia | Cronologia completa delle presenze e dei punti in Nazionale - Italia | Cronologia completa delle presenze e dei punti in Nazionale - Italia | Cronologia completa delle presenze e dei punti in Nazionale - Italia | Cronologia completa delle presenze e dei punti in Nazionale - Italia | Cronologia completa delle presenze e dei punti in Nazionale - Italia | Cronologia completa delle presenze e dei punti in Nazionale - Italia |
| Data                                                                 | Città                                                                | In casa                                                              | Risultato                                                            | Ospiti                                                               | Competizione                                                         | Punti                                                                | Note                                                                 |
| -------------------------------------------------------------------- | -------------------------------------------------------------------- | -------------------------------------------------------------------- | -------------------------------------------------------------------- | -------------------------------------------------------------------- | -------------------------------------------------------------------- | -------------------------------------------------------------------- | -------------------------------------------------------------------- |
| 26-7-2007                                                            | Cavalese                                                             | Italia                                                               | 55 - 61                                                              | Russia                                                               | Amichevole                                                           | 2                                                                    | [ 14 ]                                                               |
| 27-7-2007                                                            | Cavalese                                                             | Italia                                                               | 85 - 76                                                              | Russia                                                               | Amichevole                                                           | 3                                                                    | [ 15 ]                                                               |
| 12-8-2007                                                            | Bormio                                                               | Italia                                                               | 63 - 59                                                              | Bulgaria                                                             | Torneo amichevole                                                    | 0                                                                    | [ 16 ]                                                               |
| 13-8-2007                                                            | Bormio                                                               | Italia                                                               | 85 - 67                                                              | Turchia                                                              | Torneo amichevole                                                    | 0                                                                    | [ 17 ]                                                               |
| 17-8-2007                                                            | Bormio                                                               | Italia                                                               | 83 - 60                                                              | Slovenia                                                             | Amichevole                                                           | 4                                                                    | [ 18 ]                                                               |
| 18-8-2007                                                            | Bormio                                                               | Italia                                                               | 62 - 55                                                              | Slovenia                                                             | Amichevole                                                           | 2                                                                    | [ 19 ]                                                               |
| 14/02/2012                                                           | Parma                                                                | Italia                                                               | 54 - 68                                                              | World Stars                                                          | Amichevole                                                           | 6                                                                    | [ 20 ]                                                               |
| 25/05/2012                                                           | Pomezia                                                              | Italia                                                               | 62 - 37                                                              | Bulgaria                                                             | Torneo amichevole                                                    | 6                                                                    | [ 21 ]                                                               |
| 26/05/2012                                                           | Pomezia                                                              | Italia                                                               | 56 - 52                                                              | Paesi Bassi                                                          | Torneo amichevole                                                    | 12                                                                   | [ 22 ]                                                               |
| 12/06/2012                                                           | Riga                                                                 | Lettonia                                                             | 71 - 52                                                              | Italia                                                               | Qual. Euro 2013 - Gruppo E                                           | 2                                                                    | [ 23 ]                                                               |
| 20/06/2012                                                           | Frosinone                                                            | Italia                                                               | 86 - 37                                                              | Lussemburgo                                                          | Qual. Euro 2013 - Gruppo E                                           | 8                                                                    | [ 24 ]                                                               |
| 27/06/2012                                                           | Latina                                                               | Italia                                                               | 76 - 58                                                              | Finlandia                                                            | Qual. Euro 2013 - Gruppo E                                           | 0                                                                    | [ 25 ]                                                               |
| 07/07/2012                                                           | Contern                                                              | Lussemburgo                                                          | 66 - 88                                                              | Italia                                                               | Qual. Euro 2013 - Gruppo E                                           | 4                                                                    | [ 26 ]                                                               |
| Totale                                                               |                                                                      | Presenze                                                             | 13                                                                   |                                                                      | Punti                                                                | 49                                                                   |                                                                      |

## Palmarès
- Campionato italiano: 1
Napoli Vomero: 2006-07
- Campionato italiano di Serie A2: 1
Basket Alcamo: 2010-11